# 7266 Trefftz
7266 Trefftz eller 4270 T-2 är en asteroid i huvudbältet som upptäcktes den 29 september 1973 av den nederländsk-amerikanske astronomen Tom Gehrels och det nederländska astronomparet Ingrid van Houten-Groeneveld och Cornelis Johannes van Houten vid Palomarobservatoriet. Den är uppkallad efter tyskan Eleonore Trefftz.
Asteroiden har en diameter på ungefär 3 kilometer.